# Jacobus Ludovicus Conradus Schroeder van der Kolk

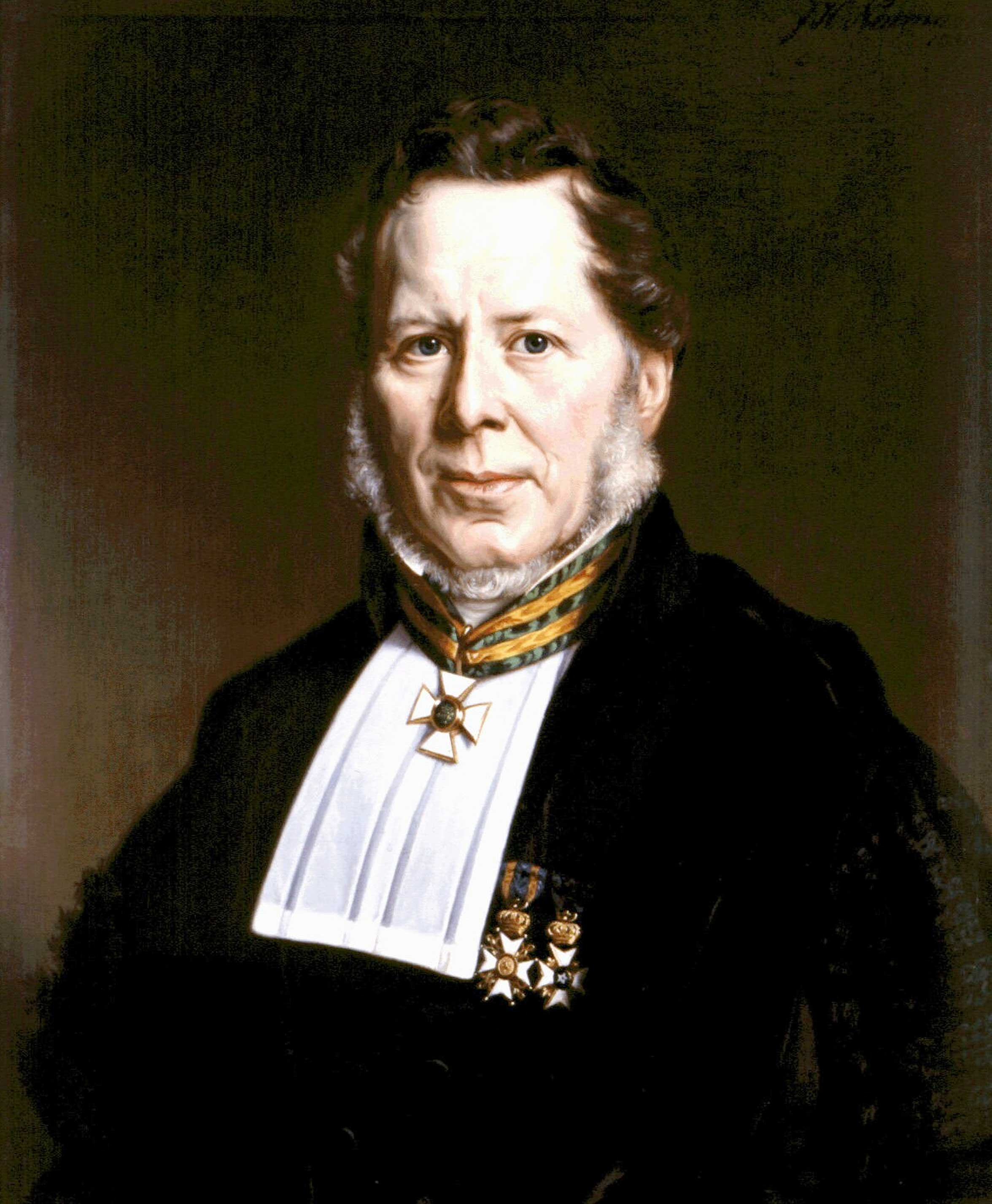
Jacobus Ludovicus Conradus Schroeder van der Kolk

Jacobus Ludovicus Conradus Schroeder van der Kolk, auch: Jacob Ludwig Konrad Schröder und Jakob Schroeder van der Kolk (* 14. März 1797 in Leeuwarden; † 2. Mai 1862 in Utrecht) war ein niederländischer Mediziner sowie Professor für Anatomie und Physiologie.

## Leben
Schroeder van der Kolk war der Sohn des Arztes in Leeuwarden Hendrik Willem van der Kolk (* 23. November 1768 in Wommels; † 28. November 1819 ebenda) und der Wilhelmina Philippina Catherina Schroeder, Tochter des Professors der Rechte in Groningen Ludwig Konrad Schröder (* 8. Oktober 1724 in Marburg; † 25. Oktober 1801 in Groningen). Er besuchte die Schule in Wommels und erhielt eine Ausbildung bei Pfarrer Konig in Dronrijp. Bereits in jungen Jahren entwickelte er ein Interesse für die Naturwissenschaften. Er wurde am 11. November 1811 an der Universität Groningen immatrikuliert, wo er 1815 mit der Arbeit Quae sunt emolumenta praecipua, quae ex calorico latente seu ligato aëris et aquae ad oeconomiam animalem redundant einen Preis gewann. Am 17. Juni 1820 promovierte er in Groningen mit der Abhandlung über den Blutkreislauf Dissertatio physiologica-medica inauguralis, sistens sanguinis coagulantis historiam, cum experimentis ad eam illustrandam institutis zum Doktor der Medizin und ließ sich im selben Jahr als Arzt in Hoorn nieder.
Im Jahr 1821 wurde er Arzt am auswärtigen Krankenhaus (Buitengasthuis) in Amsterdam, wo er sich durch zahlreiche Veröffentlichungen und durch seine Arbeit einen Namen machte. Am 18. Oktober 1826 wurde ihm die Professur der Medizin an der Universität Utrecht übertragen, die er am 28. Februar 1827 mit der Einführungsrede De anatomiae pathologicae praecipue subtilioris studio utilissimo et ad morborum naturam investigandam maxime commendando antrat. In Utrecht wurde ihm die Inspektion der dortigen Irrenanstalt aufgetragen. Zudem beteiligte er sich auch den organisatorischen Aufgaben der Utrechter Hochschule und war 1836/37 Rektor der Alma Mater. 1845 entdeckte er Elastin-Fasern (elastische Fasern) im Sputum (Auswurf) lungenkranker „Schwindsüchtiger“, was ein wichtiger Hinweis auf Tuberkulose im Lungengewebe war. Er leistete reformierende Entwicklungsarbeit auf dem Gebiet der Psychiatrie in den Niederlanden und setzte sich für die Behandlung des Alkoholismus als Krankheit ein.
Schroeder war Mitglied mehrerer Gelehrtengesellschaften im In- und Ausland. 1832 wurde er korrespondierendes und 1846 ordentliches Mitglied des Koninklijk Nederlandsch Instituut van Wetenschappen, Letteren en Schoone Kunsten, er war Mitglied der provinziellen Utrechtschen Akademie der Künste und Wissenschaften, wurde 1842 Mitglied der Académie Royale de Médicine de Belgique (ARMB) und 1856 Mitglied der königlich schwedischen Akademie der Wissenschaften. Er war Mitglied der Gesellschaft Deutscher Naturforscher und Ärzte. 1860 wurde er zum korrespondierenden Mitglied der Göttinger Akademie der Wissenschaften gewählt. Zudem ernannte man ihn zum Ritter des Ordens vom niederländischen Löwen, 1855 wurde er Ritter des schwedischen Nordstern-Ordens und 1856 Kommandeur des Ordens der Eichenkrone. Nach kurzer Leidenszeit verstarb er. Unter großer Anteilnahme wurde er am 29. Mai 1865 auf dem Utrechter Friedhof beigesetzt, wo man ihm ein Monument errichtete.

## Familie
Schroeder van der Kolk war zwei Mal verheiratet. Seine erste Ehe schloss er am 7. Juli 1830 in Rotterdam mit Cornelia Templeman van der Hoeven (* 18. November 1809 in Rotterdam; † 17. September 1832 in Utrecht), die Tochter des  Thomas Bastiaan Templeman van der Hoeven und der Kornelia Elisabeth Zwartendijk. Seine zweite Ehe ging er am 15. Mai 1835 in Utrecht mit Geertruida Elisabeth Schroeder (* 2. August 1810 in Enkhuizen; † 12. Februar 1853 in Utrecht), die Tochter des Utrechter Professors Johannes Friedrich Ludwig Schröder und dessen Frau Margaretha Anthonia Heemskerk, ein. Aus beiden Ehen stammen Kinder. Von diesen kennt man:
- N.N. Schroeder van der Kolk (* + † 5. Juni 1831 in Utrecht)
- Cornelia Catharina Maria Schroeder van der Kolk (* 9. September 1832 in Utrecht; † 4. Februar 1864 ebenda)
- Hendrik Willem Schroeder van der Kolk (* 6. Februar 1836 in Utrecht; † 15. Juli 1867 in Deventer)
- Margaretha Anthonia Schroeder van der Kolk (* um 1838; † 21. Juni 1901 in Utrecht)
- Maria Fredrica Schroeder van der Kolk (* 31. März 1839 in Utrecht; † 22. November 1854 ebenda)
- Catharina Wilhelmina Philippina Schroeder van der Kolk (* 7. September 1840 in Utrecht) verh. 4. Juli 1872 in Utrecht mit Hendrik Cornelis Dibbits  (* um 1839; † 19. März 1903 in Utrecht)
- Johann Frederik Lodewijk Schroeder van der Kolk I (* 23. Oktober 1841 in Utrecht; † 20. Mai 1842 ebenda)
- Johann Frederik Lodewijk Schroeder van der Kolk II (* 17. Februar 1843 in Utrecht; † 29. Mai 1868 ebenda)
- Jacobus Ludovicus Conradus Schroeder van der Kolk (* 12. August 1844 in Utrecht;  † 2. Mai 1845 in Utrecht)
- Geertruida Elisabeth Schroeder van der Kolk (* 27. September 1845 in Utrecht; † 24. Mai 1848 ebenda)
- Jacoba Louisa Conradina Schroeder van der Kolk (* 26. Oktober 1846 in Utrecht)
- Johanna Frederica Louisa Schroeder van der Kolk (* 4. Februar 1848 in Utrecht; † 7. März 1853 ebenda)
- Jan Schroeder van der Kolk (* 26. September 1851 in Utrecht)

## Werke (Auswahl)
Schroeder van der Kolk hinterließ mehrere beachtete Beiträge in wissenschaftlichen Journalen und Zeitschriften. Von seinen Schriften seien erwähnt:
- Dissertatio physiologica-medica inauguralis, sistens sanguinis coagulantis historiam, cum experimentis ad eam illustrandam institutis. Groningen 1820 (Digitalisat).
- Observationes anatomico-pathologici et practici argumenti. Fasc. I . Amsterdam 1826.
- Oratio de anatomiae pathologicae praecipue subtilioris studio utilissimo et ad morborum naturam investigandam maxime commendando. Utrecht 1827.
- An inquiry into the medical properties of jodine, more particularly in dropsy; also an account of the utility of local-bloodletting in hydrothorax and bronchitis. Partly translated from the latin by C.J.B. Aldis. London 1832.
- Eene voorlezing over het verschil tusschen doode natuurkrachten, Levenskrachten en Ziel. Utrecht 1835 (Digitalisat); deutsch übersetzt: Ueber den Unterschied zwischen todten Naturkräften, Lebenskräften und Seele. Bonn 1836 (Digitalisat).
- Over de verwaarloozing der vereischte zorg ter leniging van het lot der krankzinnigen in ons vaderland. Utrecht 1838 (Digitalisat).
- Marretje Moonen van brandstichting beschuldigd en wegens brandstichtingszucht vrijgesproken. Utrecht 1840.
- Toespraak aan zijne leerlingen, na het afsterven van A. C. G. Suerman. Utrecht 1840.
- Over chorioiditis als oorzaak van glaucoma in Verh. Gen. t.b.v. genees- en heelk. Amsterdam 1841.
- Drie voorlezingen over het verband tusschen lichaamsen zielskrachten bij mensch en dier. Utrecht 1843 (Digitalisat).
- Over den invloed van sterken drank op het lichaam. Utrecht 1850.
- De mijlpaal, of wat hebt gij als afschaffers van sterken drank in 1850 gedaan? Amsterdam 1851 (Digitalisat).
- Anatomisch onderzoek over het fijnere zamenstel en de werking van het ruggemerg. Amsterdam 1854 (Digitalisat).
- Over het fijnere maaksel en de werking van het verlengde ruggemerg en over de naaste oorzaak van epilepsie en hare rationele behandeling. In: Jaarbook van de Kon. Akad. v. Wet. Amsterdam 1858; deutsch übersetzt: Bau und Functionen der Medulla spinalis und oblongata und nächste Ursache und rationelle Behandlung der Epilepsie. Aus dem Holländischen übertragen von Dr. Friedrich Wilhelm Theile. F. Vieweg und Sohn, Braunschweig 1859 (Digitalisat); englisch übersetzt: On the Minute Structure and Functions of the Spinal Cord and Medulla Oblongata, and on the Proximate Cause and Rational Treatment of Epilepsy (= The New Sydenham Society. Vol 4). Translated by W. D. Moore. The New Sydenham Society, London 1859.
- Verslagen over den staat der gestichten voor krankzinnigen in Nederland. 1844–1859, 7. Bde.
- Handboek van de pathologie en therapie der krankzinnigheid. Uitgegeven door jhr. F.A. Hartsen. Utrecht & Amsterdam 1863; deutsch übersetzt: Die Pathologie und Therapie der Geisteskrankheiten auf Anatomisch-Physiologischer Grundlage. Braunschweig 1863 (Digitalisat); auch ins englische übersetzt, Melbourne 1869.
- Seele und Leib in Wechselbeziehung zueinander. Braunschweig 1865 (Digitalisat).